# Nicomedes Méndez

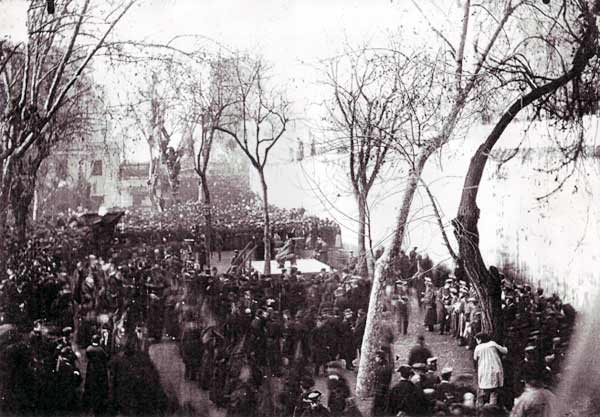
Ejecución de Isidro Montpart en el patio de los Cordeleros de la calle de la Reina Amalia llevada a cabo por Nicomedes Méndez en 1892.

Nicomedes Méndez López (Haro, La Rioja, 16 de septiembre de 1842-Barcelona, 27 de octubre de 1912) fue verdugo titular de la Audiencia de Barcelona, y posteriormente, suplente en las de Valencia y Zaragoza. Convencido de que prestaba un servicio a la sociedad y orgulloso de su trabajo, pretendió abrir en el Paralelo barcelonés un Palacio de las Ejecuciones.

No soy yo, no soy yo quien mata a ese desgraciado; no son los tribunales quien le mandan quitar la vida. Él mismo es quien se mata con el crimen que cometió; él es quien ha buscado su propio fin.
Nicomedes Méndez

Introdujo la modificación del garrote llamada «versión catalana» en la cual un punzón accionado por el tornillo principal pretendía romper el bulbo raquídeo. Dicha modificación se empleó por vez primera en la ejecución del culpable de colocar una bomba en el Liceo barcelonés, Santiago Salvador.
Méndez López era tan puntilloso, tan competente y le apetecía tanto ser el número uno de su profesión, que mantuvo una sorda competencia profesional con Gregorio Mayoral Sendino. De hecho, su cese y la imposibilidad de intervenir en la ejecución del "Xato de Cuqueta" (participante en los Sucesos de Cullera) por razón de su edad lo sumieron en una gran depresión. Se consideraba un profesional digno, valioso, piadoso con el reo, pero estricto ejecutor de la ley, hábil en su trabajo evitando al reo sufrimientos innecesarios y realmente convencido de que su trabajo era necesario para el orden en una conflictiva Barcelona, apodada la "Rosa de Fuego" por los atentados anarquistas que la conmocionaban. 
Además de las ejecuciones en Cataluña, solía intervenir en Aragón y Valencia a raíz de los ceses y jubilaciones de los titulares de dichas Audiencias.
Se le ha descrito como un hombre atildado, de aspecto cordial, buen carácter y aficionado a la cría de canarios, afición que compartía con el verdugo francés Adolphe Deibler, modelo a seguir en esta singular profesión. 
Su vida personal fue bastante dolorosa. Perdió a su esposa pronto y sufrió el suicidio de su hija y la muerte de su hijo en una reyerta. Se asegura que la causa del suicidio de la chica fue que su novio, un joven médico, al saber la profesión de Méndez López, quiso romper el noviazgo.

## Nicómedes Méndez en la cultura popular
La pintura de Ramón Casas titulada El garrote vil representa la ejecución de Aniceto Peinador. A la izquierda del poste se ve la figura del verdugo Méndez López.
En el documental Terror en el Liceu se realiza una semblanza del verdugo.
El escritor Vicente Blasco Ibáñez en su relato Un funcionario se inspira en la figura del verdugo para retratar a su Nicomedes Terruño. Fue el propio Nicomedes Méndez quien le contó detalles de su vida, con ocasión de tener que actuar en Valencia para ejecutar al reo Rafael Sánchez. Vicente Blasco Ibáñez estaba en esos días encarcelado por delitos de opinión.
En 2003, Toni Orensanz publicó una investigación sobre un crimen que llevó al cadalso a dos hombres y una mujer ejecutados por Méndez. Más adelante hizo una recreación literaria en un cuento de su obra El falsari. Así mismo, le hizo protagonista de una obra de teatro Nicomedes, el verdugo diligente (2002).

## Reos ejecutados por Nicomedes Méndez López (incompleta)
- Agustí Església el Trabuc (16 de marzo de 1866)[6]
- Aniceto Peinador (Barcelona, noviembre de 1891).[7]
- Isidro Montpart (o Mompard) (Barcelona, 1892)[8]
- José Ferré (a) Manduco (Falset, 11 de mayo de 1893)[9]
- María Rosa Massip (a) la Guineu (Falset, 11 de mayo de 1893)[9]
- Francisco Ferré (a) Bassetas (Falset, 11 de mayo de 1893) última ejecución pública en Tarragona.[9]
- Santiago Salvador Franch (Barcelona, 21 de noviembre de 1894).[10] Primer ajusticiado con la variante catalana del garrote.
- Juan Galceren (Font del Rei, Gerona, 2 de marzo de 1895) condenado por los crímenes del Molino de Armentera[11]
- Joaquín Figueras (Castelldefels, 19 de junio de 1895). Vistió la misma ropa que Salvador.[12]
- Mariano Royo (Vendrell, 2 de julio de 1896)[13]
- Rosa Boix (Mataró, 23 de julio de 1896)[14][15]
- Silvestre Lluís (1897).[9]
- Antonio Amat (Barcelona, 3 de noviembre de 1907)[16]
- Juan Rull Queraltó (Barcelona, 8 de agosto de 1908), primera ejecución a garrote en la cárcel Modelo de Barcelona.[17][18]